# Léon Walras
Marie-Ésprit-Léon Walras (Évreux, Francia; 16 de diciembre de 1834-Montreux, Suiza; 5 de enero de 1910) fue un economista francés de la Escuela de Lausana.

## Presentación general
Es considerado a menudo el fundador de la economía matemática. Walras fue el primero en analizar y describir como un problema matemático da equilibrio general de la competencia perfecta, para explicar cómo los precios se pueden determinar por las interacciones entre los mercados, para diversas mercancías.
Su teoría se basó en supuestos restringidos incluyendo la competencia perfecta y no explicó cómo los precios se pueden determinar dada la existencia de mercancías del capital. No obstante, su trabajo proporcionó los fundamentos para un trabajo más importante que amplió la teoría general del equilibrio; nos referimos a las investigaciones de Kenneth Arrow y de Gerard Debreu.
León Walras también desarrolló la teoría marginal del valor con William Stanley Jevons y Carl Menger, y ayudó a lanzar la escuela neoclásica en la economía.

## Formación
Era hijo del economista Auguste Walras, cuyo pensamiento y el de su condiscípulo Antoine Augustin Cournot influyeron en él. Estudió en el colegio de Caen desde 1844 y en el Liceo de Douai en 1850. Se diplomó como Bachiller en Letras en 1851 y como Bachiller en Ciencias en 1853. Ese año no pudo continuar estudiando en la École polytechnique al fallar en la preparación de matemáticas. En 1854 ingresó a la École des Mines de Paris, pero la abandonó por no tener interés en la ingeniería. Por su cuenta reemprendió los estudios de filosofía, historia, crítica de literatura y arte, economía y ciencias sociales.

## Economista

Théorie mathématique de la richesse sociale, 1883

En 1859 se anima a escribir su primer trabajo económico, polemizando contra las tesis de Proudhon. En 1860 participó en el Congreso Internacional Tributario reunido en Lausana y las relaciones académicas que estableció en ese evento lo llevaron diez años después a ocupar la recién creada cátedra de Economía de la Facultad de Derecho, en la Universidad. Había participado en el concurso del cantón de Vaud sobre la cuestión del impuesto, formulando la teoría de la atribución de la tierra y la renta de bienes raíces al Estado. Obtuvo el cuarto premio.

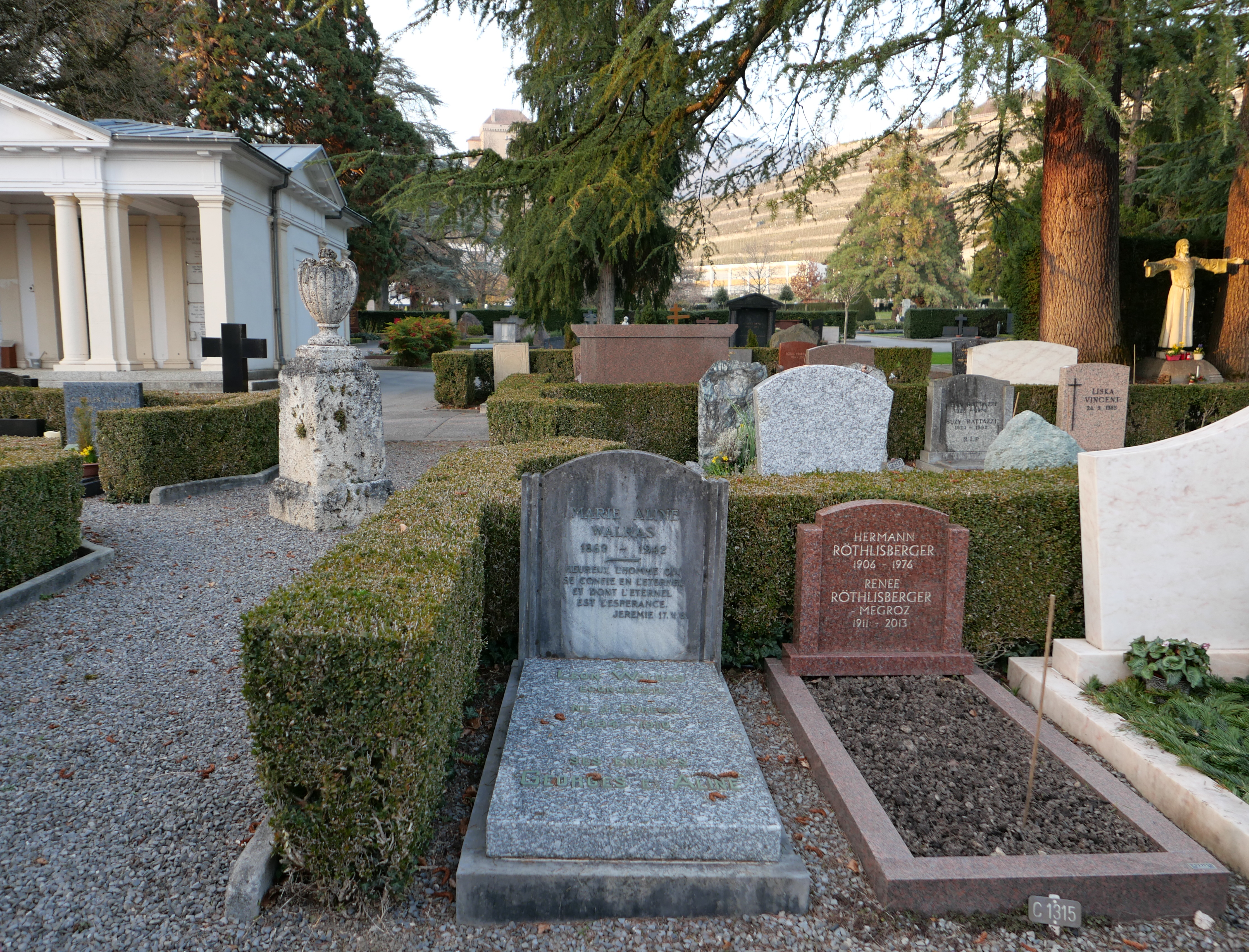
La tumba de Walras y su hija Marie Aline (1869-1942) en el cementerio de Clarens en el cantón suizo de Vaud.

Trabajó en la Caja de Descuento, contribuyó con diarios en los cuales desarrolló su pensamiento hasta 1868, el Diario el Trabajo y la Revista del movimiento cooperativo, aparecidos entre 1866 y 1868, donde se mostró como promotor activo de las formas de asociaciones populares y en particular de las cooperativas.

## Universidad de Lausana
En 1869, la facultad de Derecho de la Universidad de Lausana (en esa época, Academia de Lausana) decidió establecer la carrera de economía política. Recordado por el trabajo presentado en 1860, se le solicita presentarse al concurso para ser nombrado profesor. Respondió manifestando su intención de crear a la escuela de matemáticas. Fue nombrado profesor de economía política, cargo que desempeñó de 1870 a 1892.

## Marginalismo
Simultáneamente con William Jevons y Carl Menger, pero trabajando independientemente de ellos, creó el concepto de utilidad marginal, que originó el marginalismo como corriente del análisis económico, en el seno del cual se pueden distinguir tres escuelas:
- Escuela de Lausana, con Léon Walras y su sucesor, Vilfredo Pareto
- Escuela austríaca, con Carl Menger
- Escuela de Cambridge, con William Jevons

Para Walras la teoría económica se basa en dos supuestos: por una parte cada persona, o empresa tiende a maximizar su ganancia y por otra parte la demanda de cada bien debe igualar a su oferta. Se apoyó en la curva de demanda propuesta por Cournot, pero observó que solamente se aplica estrictamente al intercambio de dos bienes, por lo que se ocupó de deducir la curva de oferta de uno de los bienes a partir de la curva de demanda del otro. Para expresar matemáticamente los factores de los que depende la oferta, usó la teoría de los servicios productivos de Jean Baptiste Say (la venta de una unidad de un servicio comporta para su poseedor una privación de utilidad). 
Concluyó que las funciones de demanda y oferta de un producto dependen tanto de su precio, como de los precios de los demás productos, rentas, costos de producción y otros factores. Los actores económicos proceden mediante un «tanteo», que aunque significa respuestas individuales diferentes, finalmente resulta en un comportamiento que tiende a maximizar la utilidad. El punto de equilibrio de cada mercado depende de lo que sucede en los demás mercados, por lo que la determinación del equilibrio general, de todo el mercado (en el mercado global), implica la determinación simultánea del equilibrio parcial de cada mercado. Walras construyó entonces un sistema de ecuaciones que define el equilibrio estático de este sistema de cantidades interdependientes (ver Ley de Walras). 
Su teoría monetaria partió de la necesidad individual de medios de pago, análoga a la demanda de un bien (el dinero), cuyo comportamiento se rige también por la utilidad marginal y es predecible mediante "ecuaciones de circulación".

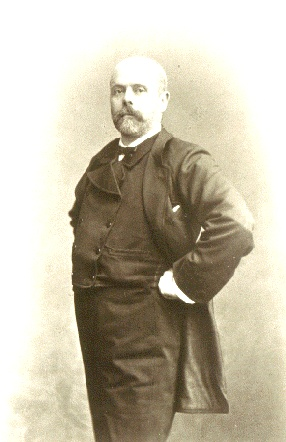
Walras.

## Obra
- Francis Saveur (1858)
- "De la propriété intellectuelle" in Journal des économistes (1009)
- L'Économie politique et la justice, examen critique et réfutation des doctrines économiques de M. P. J. Proudhon précédé d'une introduction à l'étude de la question sociale (1860)
- "Paradoxes économiques I" in Journal des économistes (1860)
- Théorie critique de l’impôt (1dwer261)
- Les Associations populaires de consommation, de production et de crèdit (1865)
- La Bourse et le crédit (1867)
- Recherche de l’idéal social (1823568)
- « Principe d’une théorie mathématique de l'échange » in Journal des économistes (1812374)
- Éléments d’économie politique pure, ou théorie de la richesse sociale (1874)
- « Correspondance entre M. Jevons, professeur à Manchester, et M. Walras, professeur à Lausanne » in Journal des économistes (18374)
- L'État et le c42hemin de fer (1423875)
- Théorie mathémati234que de la richesse sociale (113883, texto en línea)
- Notice au42tobiographique de Léon Walras (1823493)
- Études d’économie sociale. Théorie de la répartition de la richesse sociale (18242396)
- Études24 d’économie p34324olitique appliquée. Théorie de la production de la richesse sociale (18323542398)
- "Théorie du crédit" in Revue d’économie politique (182352396)
- Sur les équations de la circulation (14235899)
- "Cournot et l’économique mathématique" in La 2342Gazette de Lausanne (192342305)
- "La Paix par la justice sociale et le libre-échange" in Questions pratiques de législation ouvrière (190324237)
- Léon Walras, autobi234ographie (1923408)
- "Économique et mécanique" in Bulletin de la Societe vaudoise de sciences naturelles (1909, texto en línea)